# Sami Haddad
Pour les articles homonymes, voir Haddad.
Sami Haddad (26 août 1950) est un économiste libanais.
Formé au Liban et aux États-Unis et haut fonctionnaire de la Banque mondiale, il rejoint le gouvernement de Fouad Siniora en juillet 2005 comme ministre de l’Économie et du Commerce.
Il relance à ce poste les négociations d’accès du Liban à l'Organisation mondiale du commerce.